# 武托夫尼亞河
52°44′34″N 23°49′00″E / 52.7427°N 23.8167°E

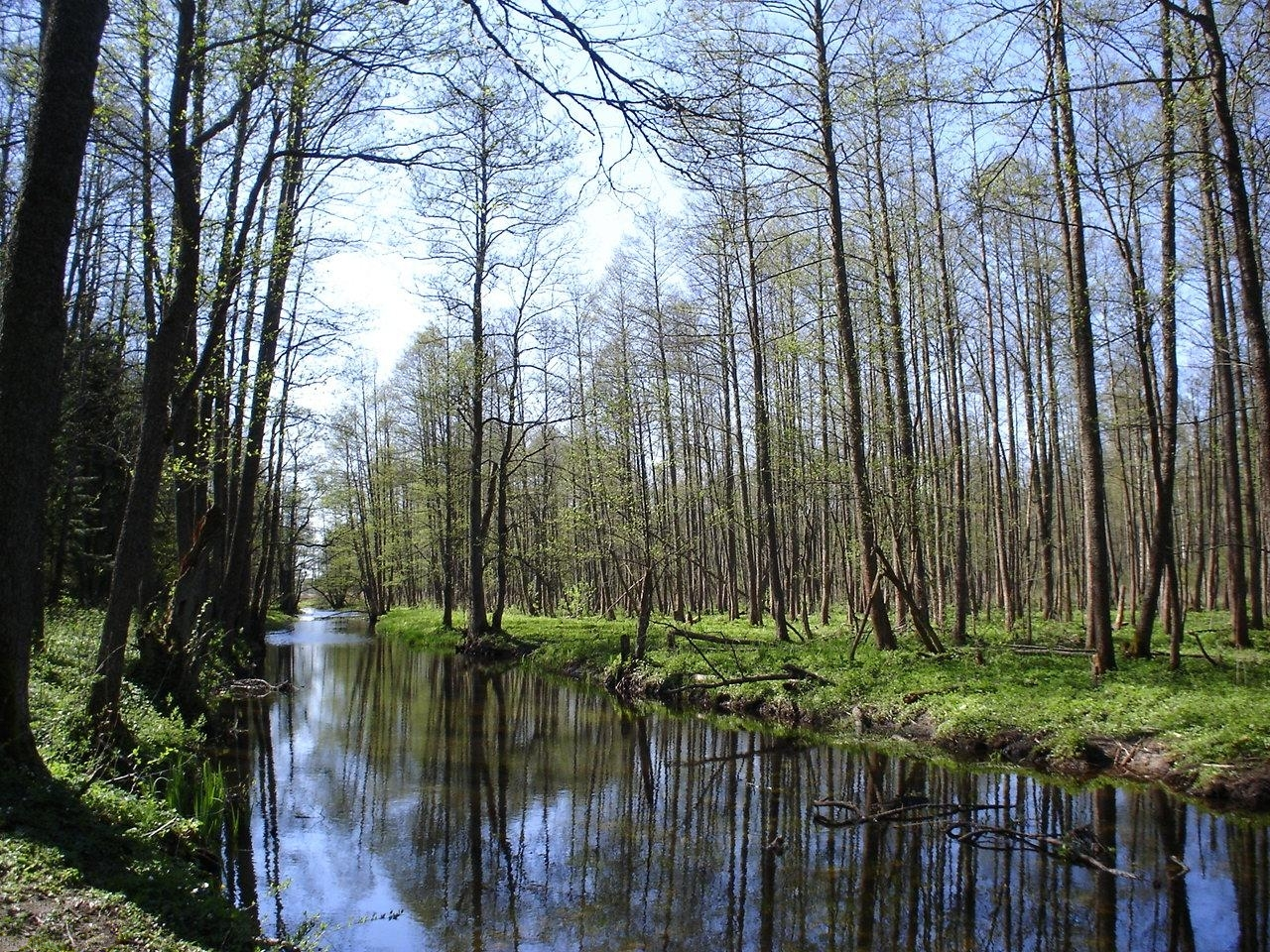

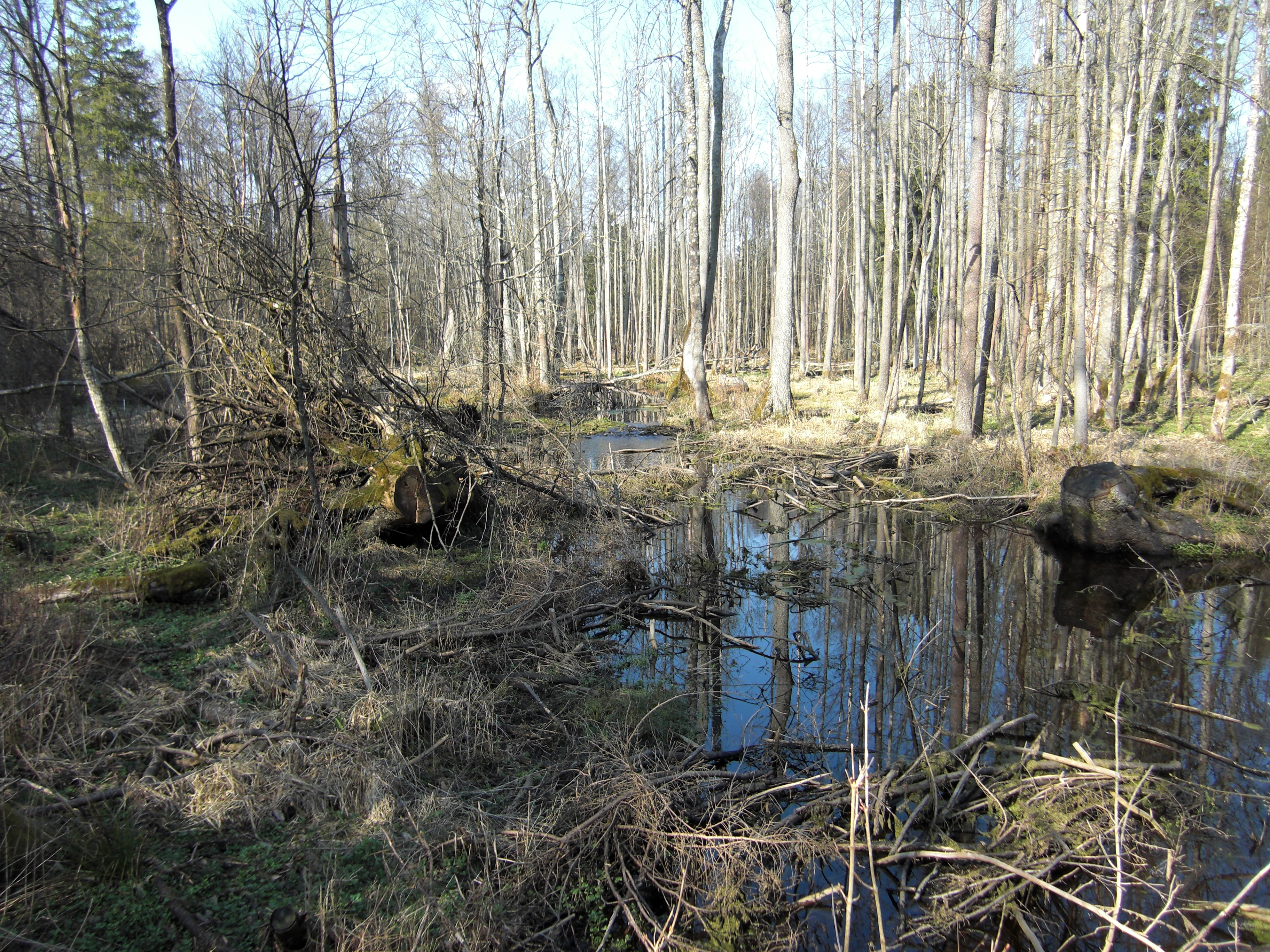

武托夫尼亞河是波蘭的河流，位於該國東北部波德拉謝省，處於哈伊努夫卡縣，屬於納列夫卡河的左支流，河道全長19公里，流域面積120平方公里。